# Difusión anisotrópica
En el procesamiento de imágenes y visión por computador, la difusión anisotrópica, también llamada difusión Perona-Malik, es una técnica destinada a reducir el ruido de una imagen sin necesidad de retirar las piezas importantes del contenido de la imagen, por lo general los bordes, líneas u otros detalles que son importantes para la interpretación de la imagen el modelo de difusión anisotrópico asemeja el proceso que crea un espacio de escala, donde una imagen genera una familia parametrizada de forma sucesiva cada vez más borrosas de imágenes, basadas en un proceso de difusión. Cada una de las imágenes resultantes de esta familia se dan como una convolución entre la imagen y el filtro gaussiano 2D isotrópico, donde el ancho del filtro aumenta con el parámetro. Este proceso de difusión es una transformación lineal en el espacio invariante de la imagen original. La difusión anisotrópica es una generalización de este proceso de difusión: produce una familia de imágenes parametrizadas, pero cada imagen resultante es una combinación entre la imagen original y un filtro que depende del contenido local de la imagen original. Como consecuencia, la difusión anisotrópica es una transformación espacio-variante no lineal y de la imagen original.
En su formulación original, presentada por Perona y Malik en 1987, el filtro de espacio-variante es, de hecho, isótropo, pero depende del contenido de la imagen de forma que se aproxima a una función de impulso cerca de los bordes y otras estructuras que debe ser preservado en el imagen sobre los diferentes niveles del espacio de escala resultante. Esta formulación se refiere a la difusión anisotrópica por Perona y Malik aunque el filtro adaptado localmente es isotrópico, pero también se ha referido a la difusión como no homogéneo y no lineal o difusión de Perona-Malik por otros autores. Una formulación más general permite que el filtro adaptado localmente para ser verdaderamente anisotrópico cerca de estructuras lineales, tales como bordes o líneas: tiene una orientación dada por la estructura de tal manera que se alarga a lo largo de la estructura y estrecho que atraviesa. Tales métodos se conocen como suavizado de forma adaptada o la mejora de la coherencia de difusión. Como consecuencia de ello, las imágenes resultantes conservan estructuras lineales mientras que al mismo tiempo el alisamiento se realiza a lo largo de estas estructuras. Estos casos pueden ser descritos por una generalización de la habitual ecuación de difusión en el que el coeficiente de difusión, en lugar de ser un escalar constante, es una función de la posición de la imagen y asume una matriz (o tensor) valor.
Aunque la familia de imágenes resultante puede ser descrito como una combinación entre los filtros de imagen y el espacio-variantes originales, el filtro adaptado localmente y su combinación con la imagen no tienen que realizarse en la práctica. La difusión anisotrópica se implementa normalmente por medio de una aproximación de la ecuación de difusión generalizada: cada nueva imagen en la familia se calcula mediante la aplicación de esta ecuación a la imagen anterior. En consecuencia, la difusión anisotrópica es un proceso iterativo en el que se utilizan un conjunto relativamente simple de cálculo para calcular cada imagen sucesiva en la familia y este proceso se continúa hasta que se obtiene un grado suficiente de suavizado.

## Definición formal
Formalmente, sea {\displaystyle \Omega \subset \mathbb {R} ^{2}} un subconjunto del plano e {\displaystyle I(\cdot ,t):\Omega \rightarrow \mathbb {R} } una familia de imágenes en escala de grises, entonces se define la difusión anisotropica como
{\displaystyle {\frac {\partial I}{\partial t}}=\mathrm {div} \left(c(x,y,t)\nabla I\right)=\nabla c\cdot \nabla I+c(x,y,t)\Delta I}
donde {\displaystyle \Delta } denota el Laplaciano, {\displaystyle \nabla } denota el gradiente, {\displaystyle \mathrm {div} (\dots )} es el operador de divergencia y {\displaystyle c(x,y,t)} es el coeficiente de difusión.  {\displaystyle c(x,y,t)} controla la velocidad de difusión y por lo general se elige como una función del gradiente de la imagen a fin de preservar los bordes en la imagen.  Pietro Perona y Jitendra Malik pionero en la idea de difusión anisotrópica en 1990 y propusieron dos funciones para el coeficiente de difusión:
{\displaystyle c\left(\|\nabla I\|\right)=e^{-\left(\|\nabla I\|/K\right)^{2}}}
y
{\displaystyle c\left(\|\nabla I\|\right)={\frac {1}{1+\left({\frac {\|\nabla I\|}{K}}\right)^{2}}}}
la constante K controla la sensibilidad a los bordes y por lo general se elige de forma experimental o como una función del ruido en la imagen.

## Motivación
Sea {\displaystyle M} la multiplicidad de imágenes suaves, entonces las ecuaciones de difusión presentados anteriormente pueden interpretarse como las de descenso del gradiente ecuaciones para la minimización de la energía funcional  {\displaystyle E:M\rightarrow \mathbb {R} } definido por
{\displaystyle E[I]={\frac {1}{2}}\int _{\Omega }g\left(\|\nabla I(x)\|^{2}\right)\,dx}
donde {\displaystyle g:\mathbb {R} \rightarrow \mathbb {R} } es una función real que veremos está íntimamente relacionado con el coeficiente de difusión. Entonces para cualquier función de prueba infinitamente diferenciable (es decir, suave) sobre un soporte compacto {\displaystyle h}, se tiene que
{\displaystyle {\begin{aligned}\left.{\frac {d}{dt}}\right|_{t=0}E[I+th]&={\frac {d}{dt}}{\big |}_{t=0}{\frac {1}{2}}\int _{\Omega }g\left(\|\nabla (I+th)(x)\|^{2}\right)\,dx\\&=\int _{\Omega }g'\left(\|\nabla I(x)\|^{2}\right)\nabla I\cdot \nabla h\,dx\\&=-\int _{\Omega }\mathrm {div} (g'\left(\|\nabla I(x)\|^{2}\right)\nabla I)h\,dx\end{aligned}}}
donde la última línea sigue de integración multidimensional por partes. Dejando {\displaystyle \nabla E_{I}} denotar el gradiente de E con respecto a la {\displaystyle L^{2}(\Omega ,\mathbb {R} )} producto interno evaluado en I, esto da
{\displaystyle \nabla E_{I}=-\mathrm {div} (g'\left(\|\nabla I(x)\|^{2}\right)\nabla I)}
Por lo tanto, las ecuaciones de descenso de gradientes en la E funcional están dadas por
{\displaystyle {\frac {\partial I}{\partial t}}=-\nabla E_{I}=\mathrm {div} (g'\left(\|\nabla I(x)\|^{2}\right)\nabla I)}
Por lo tanto haciendo {\displaystyle c=g'} obtenemos las ecuaciones de difusión anisotrópica.

## Regularización
Modificado modelo Perona-Malik (que también se conoce como la regularización de la ecuación de PM) se discutirá en esta sección. En este enfoque, el desconocido se convoluciona con una Gaussiana dentro de la no linealidad para obtener la ecuación Perona-Malik modificado
{\displaystyle {\frac {\partial I}{\partial t}}=\mathrm {div} \left(c(|DG_{\sigma }*I|)\nabla I\right)}
Donde {\displaystyle G_{\sigma }=C{\sigma }^{-\left(1/2\right)}exp\left(-|x|^{2}/4{\sigma }\right)}.
El buen comportamiento de la ecuación se puede lograr mediante regularización pero también introducir efecto de desenfoque, que es el principal inconveniente de regularización. Se requiere un conocimiento previo de nivel de ruido como la elección del parámetro de regularización depende de ello.

## Aplicaciones
La difusión anisotrópica puede ser usado para eliminar el ruido de las imágenes digitales sin borrosidad en bordes. Con un coeficiente de difusión constante, las ecuaciones de difusión anisotrópica reducen a la ecuación del calor que es equivalente a desenfoque gaussiano. Esto es ideal para la eliminación de ruido, sino también desdibuja indiscriminadamente bordes demasiado. Cuando se elige el coeficiente de difusión como una función de búsqueda de borde, como en Perona y Malik, las ecuaciones resultantes animan difusión (de ahí suavizado) dentro de las regiones y prohíben por bordes fuertes. Por lo tanto los bordes pueden conservarse mientras se quita el ruido de la imagen.
A lo largo de las mismas líneas que la eliminación de ruido, difusión anisotrópica se puede utilizar en los algoritmos de detección de bordes. Mediante la ejecución de la difusión con un borde buscando coeficiente de difusión para un determinado número de iteraciones, la imagen se puede evolucionó hacia una imagen constante a trozos con los límites entre los componentes constantes ser detectado como bordes.